# Andreas Leitner
Andreas Leitner (* 25. März 1994 in Leoben) ist ein österreichischer Fußballtorwart.

## Karriere

### Verein
Leitner begann seine Karriere beim SV Breitenau in der Steiermark. 2007 wechselte er zum SK Sturm Graz, den er eine Saison darauf für die Jugendabteilung des SC Wiener Neustadt verließ. 2009 spielte er bei der FK-Austria-Wien-Jugend, ehe er 2009 zur Jugendabteilung des FC Admira Wacker Mödling stieß.
2011 wurde er in den Kader der zweiten Mannschaft, welche in der Regionalliga Ost aktiv ist, geholt. Sein Debüt gab er am 18. März 2011 gegen den SC Neusiedl am See, als der Torhüter durchspielte. In seiner ersten vollen Saison kam Leitner auf 15 Einsätze. Danach wurde er zweiter Torwart der ersten Mannschaft und kam unter Trainer Dietmar Kühbauer am 1. Dezember 2012 zu seinem Bundesligadebüt. Im Spiel gegen den SV Mattersburg wurde er in der 45. Minute, nach einer roten Karte für den Stammtorhüter Patrick Tischler, für Lukas Thürauer eingewechselt. Das Spiel im Mattersburger Pappelstadion wurde 0:3 verloren.
Nach einer öffentlichen Diskussion über die Vertragsverlängerung bei der Admira wurde Andreas Leitner suspendiert und sein Vertrag nicht mehr verlängert. Daraufhin wechselte der Torhüter im Juni 2015 zum Zweitligisten SK Austria Klagenfurt. Überraschenderweise wurde am 23. Juli 2015 bekannt, dass Leitner doch einen langfristigen Vertrag beim FC Admira Wacker Mödling unterzeichnet hat und die Saison 2015/16 nur leihweise am Wörthersee verbrachte. Zur Saison 2016/17 kehrte Leitner dann wieder zur Admira zurück. Am Ende der Saison 2021/22 stieg er mit den Niederösterreichern aus der Bundesliga ab. Daraufhin verließ er die Admira nach 13 Jahren und 213 Bundesligaeinsätzen.
Nachdem er in der regulären Transferphase keinen Verein gefunden hatte, wechselte Leitner im September 2022 nach Rumänien zu Petrolul Ploiești, wo er einen bis Juni 2024 laufenden Vertrag erhielt. Für Petrolul kam er zu elf Einsätzen in der Liga 1. Bereits nach einer Spielzeit im Ausland kehrte er zur Saison 2023/24 wieder nach Österreich zurück und wechselte zum Zweitligisten SV Ried, bei dem er einen bis Juni 2025 laufenden Vertrag erhielt.

### Nationalmannschaft
International spielte Leitner bisher für die österreichische U-16, U-17, U-18 und U-19-Nationalmannschaft.

## Erfolge
mit dem Verein
- Aufstieg in die Erste Liga 2010
- Aufstieg in die Bundesliga: 2012, 2025

persönlich
- Bester Torwart der 2. Liga: 2025